# 駐日チュニジア大使館
駐日チュニジア大使館（ちゅうにちチュニジアたいしかん、アラビア語: سفارة تونس في اليابان、英語: Embassy of Tunisia in Japan）は、チュニジアが日本の首都東京に設置している大使館である。在東京チュニジア大使館（アラビア語: سفارة تونس في طوكيو、英語: Embassy of Tunisia in Tokyo）とも呼ばれる。
1956年6月26日、日本がチュニジアの独立を承認。1979年、東京に駐日チュニジア大使館が設立された。

## 所在地
| 日本語   | 〒102-0074 東京都千代田区九段南三丁目6-6                                                                        |
| 英語     | Kudan Minami 3-6-6, Chiyoda-Ku, Tokyo 102-0074                                                                  |
| アクセス | JR総武線・東京メトロ南北線・有楽町線・都営新宿線市ケ谷駅A3出口、または東京メトロ東西線・半蔵門線九段下駅2番出口 |

## 大使
2024年4月10日より、アハメッド・シャッフラが特命全権大使を務めている。

## ギャラリー

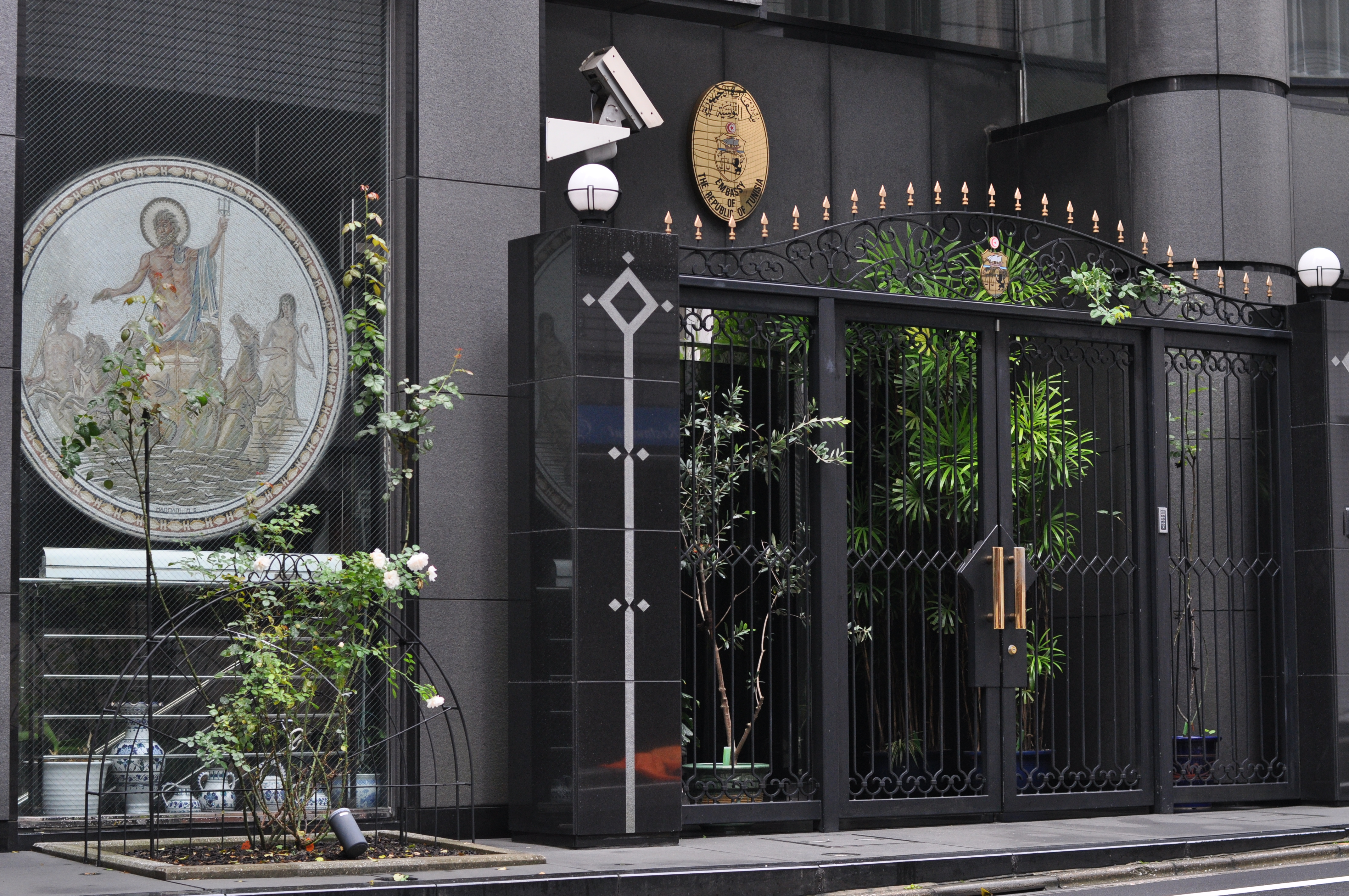
チュニジア大使館正門
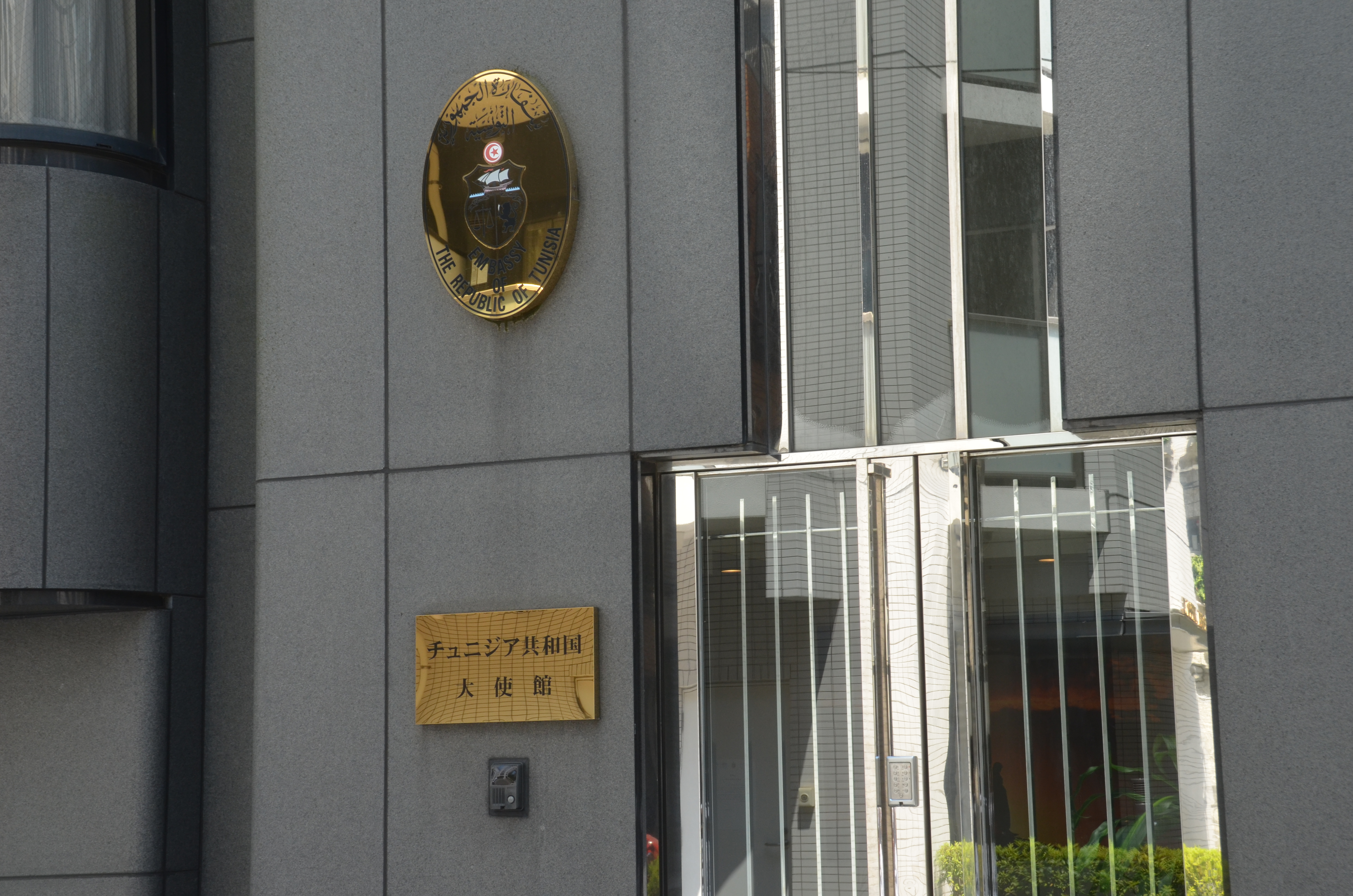
チュニジア大使館表札
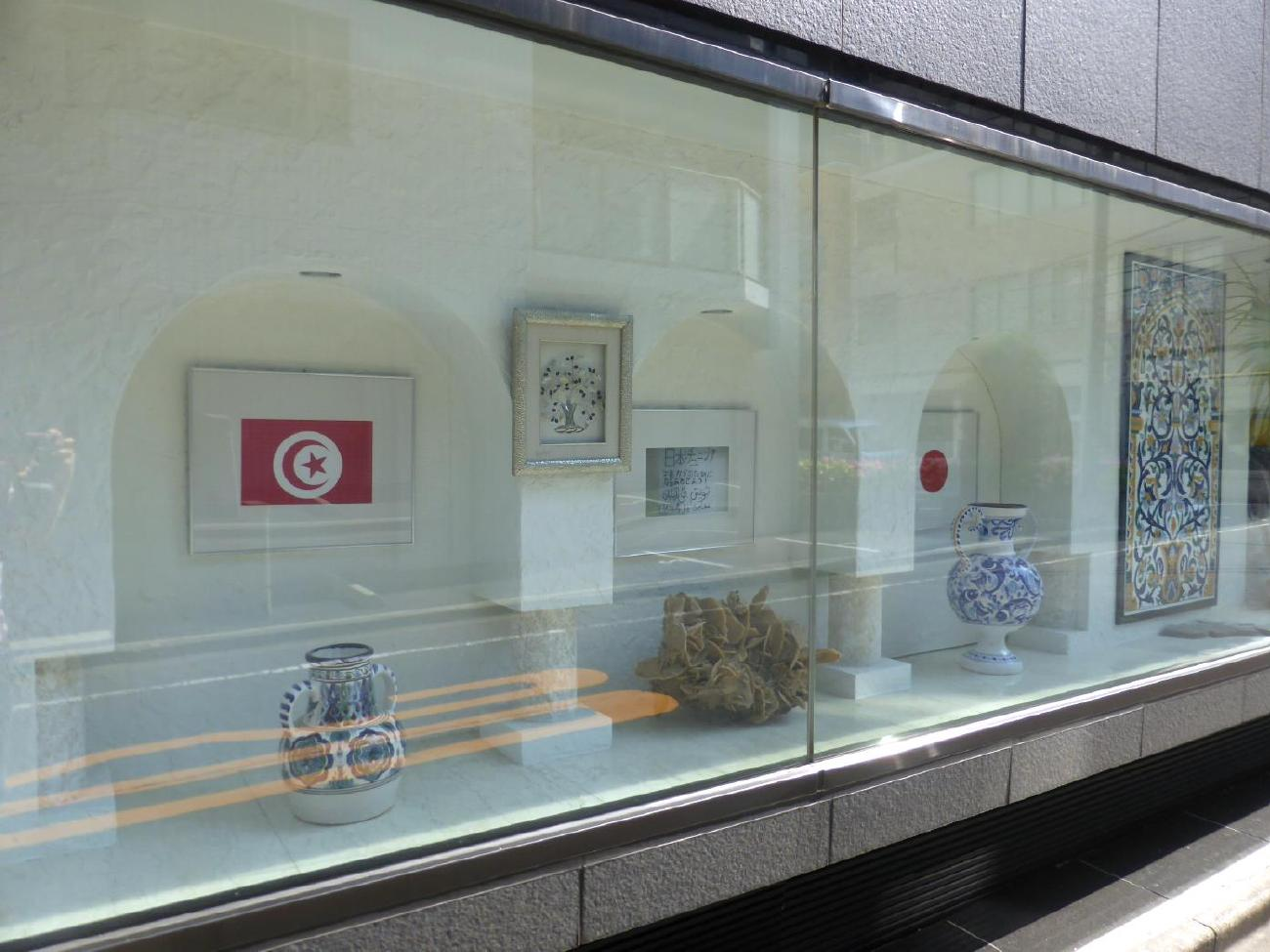
両国友好のディスプレイ